# История отношений Александрийского и Московского патриархатов

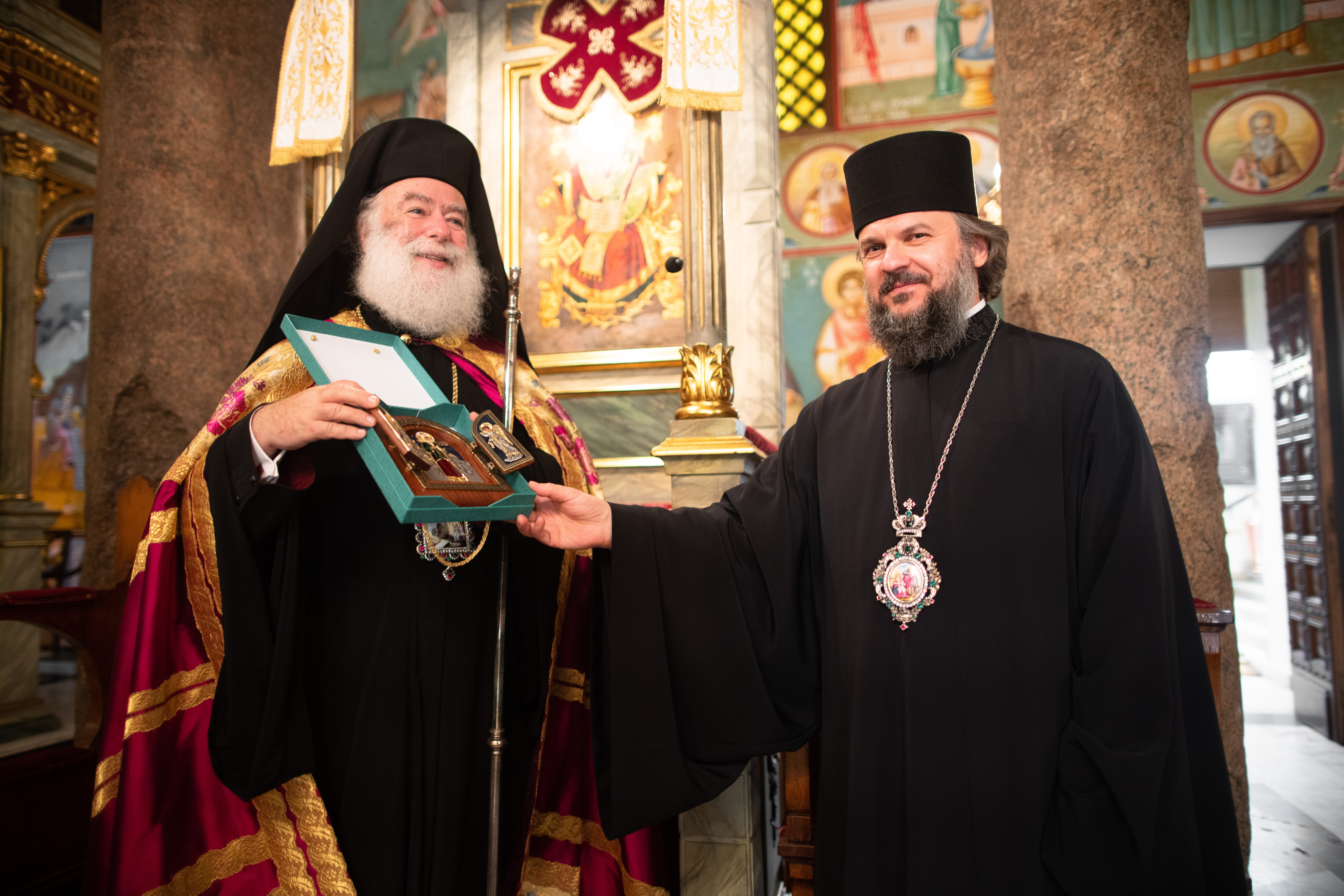
Предстоятель АПЦ патриарх Феодор II принимает представителя РПЦ архиепископа Амвросия (Ермакова) в соборе святого Саввы в Александрии. 12 мая 2019 года

История отношений Александрийского и Московского патриархатов восходит к началу XVI века. В течение последующих полутора столетий Александрийский патриархат поддерживал тесные связи с Москвой, получал из России значительные пожертвования пушниной, деньгами и церковной утварью. По мнению ряда историков[кого?], без этой поддержки бедная и малочисленная Александрийская церковь не могла бы выжить в мусульманском окружении. Отношения фактически прервались во второй половине XVIII века, но возобновились в 1834 году. 21 мая 1855 года при храме святителя Николая в Подкопаевском переулке в Москве было устроено подворье Александрийского патриархата. В середине 1930-х годов в условиях ожесточённых антирелигиозных гонений международные связи Московского Патриархата практически полностью прервались, а подворье было закрыто. Однако в 1940-е годы отношения возобновились. В октябре 1956 года при Троицком храме Одессы было отрыто подворье Александрийского патриархата. На 1970-е — первую половину 1990-х годов пришёлся пик развития взаимоотношений Русской и Александрийской поместных церквей. 24 апреля 1999 года Патриархи Алексий II и Петр VII открыли подворье АПЦ в Москве при храме Всех святых на Кулишках. Из-за признания в 2019 года патриархом Александрийским Феодором II ПЦУ молитвенное и евхаристическое общение с ним Русской Церковью было прервано, а подворье упразднено. 22 ноября 2022 года Александрийский патриархат также разорвал евхаристическое общение c Московским Патриархатом.

## XVI—XVII века
Начало османской эпохи стало временем активизации внешнеполитических контактов греческих православных Церквей, в том числе с русскими землями. Российское государство выступало покровителем православного Востока и оказывало значительную денежную помощь единоверцам на Балканах и в Палестине. Синайские монахи впервые обратились в Москву за милостыней уже в 1517 году. Патриарх Иоаким I отправил первое послание в Россию великому князю Василию III предположительно во второй половине 1520-х годов. Патриаршая грамота была дана синайским старцам, отправлявшимся за милостыней. Патриарх Иоаким I писал о нужде и бедствиях ближневосточных христиан, просил о помощи синаитам и находившейся в то время в России своей матери, инокине Макрине, игумении иерусалимского монастыря Богородицы Одигитрии. Другая грамота Иоакима к русскому государю содержит просьбу об освобождении Максима Грека. В отличие от смиренного по тону послания патриарха Константинопольского Дионисия II пространное письмо Патриарха Иоакима I содержало резкую критику действий русских властей и поучение о том, как должно вести себя праведному государю в отношении «убогого» учителя, то есть Максима Грека. Вопреки просьбам патриархов Максим Грек не был отпущен из России, однако контакты России с Востоком продолжались.
В январе 1558 года в Москву прибыло очередное синайское посольство с просьбами о милостыне и с грамотами от Патриарха Иоакима I и архиепископа Синайского Макария (датированы сентябрём или октябрём 1556 года). Российское государство отправило на православный Восток архидиакона Геннадия и Василий Познякова с огромной милостыней монастырям и патриархам. Патриарх Иоаким I фигурировал как самый важный из адресатов финансовой помощи. В грамоте царь Иоанн IV называл его «исповедником Божия величия», сообщал о посылке патриарху «рухляди» на 1 тысяч золотых угорских и бархатной шубы на соболях и испрашивал молитвы патриарха о царской семье. Такая же сумма была направлена Синайскому монастырю. Архидиакон Геннадий умер в самом начале пути, а Позняков в октября 1559 года прибыл в Александрию, где встречался с Патриархом Иоакимом, а потом вместе с ним посетил Каир и Синай. В ответной грамоте Иоанну IV Иоаким писал, что молится о победах царя над «агарянами», и заявлял, что «на него упование всех, как на утверждение рода христианского». По словам Познякова, в беседе с ним патриарх Иоаким вспоминал пророчество о грядущем торжестве восточного православного царя, который избавит христиан от «агарянского» ига. Возможно, это самая ранняя фиксация распространённого в Восточном Средиземноморье предания о грядущем освобождении русским царём Константинополя.
В 1571 года русское посольство Семёна Борзунова, передало Александрийскому патриархату через патриарха Митрофана III милостыню от царя Ивана Грозного на помин душ супруги Анастасии Романовны и брата государя. 23 апреля 1585 года встречался с находившимся в Константинополе русским послом Борисом Благово. В последующие дни патриарх Сильвестр неоднократно принимал Благово и в доверительной обстановке высказывал желание, чтобы русский царь овладел наследием византийских императоров. 3 июня, келейник патриарха Сильвестра передал послу грамоты от патриарха царю Фёдору Ивановичу, царице Ирине и Московскому митрополиту Дионисию. Благословения и советы по вопросам церковно-государственного управления патриарх Сильвестр перемежал просьбами о милостыне бедствующим Александрийской и Константинопольской Церквам. В конце 1585 года патриарх Сильвестр поставил подпись под окружной грамотой, данной патриархом Феолиптом II Иоакиму V Дау, который отправлялся за милостыней ко двору русского царя. На обратном пути в 1586 года патриарха Иоакима сопровождал подьячий Михаил Огарков с милостыней и грамотами к восточным патриархам. Патриархи Сильвестр получил 300 рублей на помин души царя Иоанна IV, 100 рублей на монастыри Александрийского престола и заздравную милостыню для себя лично.
Патриарх Мелетий I по восшествии 1590 году на Александрийский престол был не согласен с введением на Руси патриаршества (1589) и обвинял Константинопольского патриарха Иеремию в совершении неканонического действия, поскольку в нём не участвовала Александрийская церковь. Русское правительство не было удовлетворено тем, что в иерархии православных патриархов Московскому первосвятителю отвели 5-е место, а не 3-е, как хотели в России. Восточным патриархам вместе с дарами были отправлены новые грамоты. Патриарх Мелетий, оценив финансовые и политические ресурсы Руси, изменил свою позицию и согласился с учреждением Московского патриаршества. 12 февраля 1593 года в Константинополе по инициативе патриарха Мелетия прошёл новый Собор восточных патриархов, который в том числе подтвердил учреждение Патриаршества в Русской Церкви. В апреле 1593 года царь Фёдор I Иванович через послов М. Ф. Огаркова и Коробейникова вручил богатые дары Александрийскому патриарху и другим православным иерархам, не были обделены и монастыри. Вместе с возвращавшимся посольством Г. А. Нащокина патриарх Мелетий отправил в Россию своего племянника архимандрита Неофита с грамотами о деяниях Собора 1593 года. В Москве, однако, остались крайне недовольны тем, что патриарху Московскому опять отказали в 3-м месте в иерархии православных первосвятителей. Неофита обвинили в шпионаже и посадили в тюрьму, и Патриарху Мелетию пришлось писать ходатайства об освобождении своего родственника.
Патриарх Герасим I (1620—1636) послал несколько грамот царю Михаилу Фёдоровичу. В первом послании (1623) в ответ на грамоту патриарха Московского Филарета об исправлении Требника патриарх Герасим указывал, что на молитве освящения воды не следует к призыванию Святого Духа прилагать слово «огнём» как несходное с преданием и отсутствующее в древних рукописях. В 1624 году русские послы И. Кондырев и Т. Бормосов вручили патриарху Герасиму 140 золотых монет «за здравие государево». В последующих грамотах к царю, царице Евдокии Лукьяновне и патриарху Филарету патриарх Герасим просил денежной помощи на различные церковные нужды: откуп за церкви, средства для монашеской общины на Синае, погашение долга патриаршей кафедры перед мусульманскими властями и другие. В 1633 году в Москву от патриарха Герасима прибыл его протосинкелл архимандрит Иосиф для перевода на славянский язык греческих книг и обучения юношей греческому языку.
Патриарх Никифор Кларонцан просил помощи у русского царя Михаила Фёдоровича, которому передал письмо от 25 августа 1639 года через греческого купца Константина Евстафьева (Остафьева), названного патриархом духовным сыном. Патриарх Никифор с огорчением отмечал, что ему не была отдана милостыня, которую московский царь адресовал его предшественнику по кафедре Митрофану, и просил вновь прислать царское «жалованье». Из Александрии 25 октября 1639 года Патриарх Никифор отправил письмо патриарху Московскому Иоасафу I, которого просил не оставлять его престол милостыней, подобно покойному патриарху Московскому Филарету. В ответ на эти просьбы с Константином Евстафьевым патриархом Никифором была передана царская грамота, датированная 14 февраля 1640 года, в которой патриарху сообщалось о пожалованной ему милостыне и высказывалась просьба о молитве за царя и всю его семью. По царскому указу патриарху было отправлено 4 сорока соболей на 150 рублей. Благодарственный ответ патриарха Никифора, присланный с Константином Евстафьевым, датирован 22 октября 1640 года. Проблемы, связанные со статусом Cинайcкого монастыря, помешали патриарху Никифору предпринять путешествие ко двору царя Михаила Фёдоровича. В письме от 5 января 1645 года, переданном в Москву греками Николаем Павловым и Фомой Ивановым, патриарх Никифор отмечал, что вынужден из Молдавского княжества, где тогда находился, вернуться в Александрию, поскольку опасается, как бы там «злые люди… не учинили каких проторей». О невозможности приехать в Россию патриарх Никифор писал и в послании от 22 января того же года, привезённом царю александрийским архимандритом Варфоломеем. На этот раз патриарх Никифор просил для Патриаршего престола 4 иконы и архиерейскую митру, присланную уже его преемнику. 20 января патриарх Никифор адресовал письмо царице Евдокии Лукьяновне, в котором просил подать «утешение… словом и делом» бедствующей Александрийской Церкви. Архимандрит Варфоломей передал в Москве дары патриарху Никифору: царю — мощи праведного Лазаря, резной крест и смирну; царице — мощи равноапостольной Марии Магдалины; царевичу Алексею — мощи святителя Иоанна Златоуста, а также другие подношения всем членам царской семьи. Жалобы на невозможность из-за «агарян» (но, разумеется, прежде всего из-за конфликта с синаитами) приехать в Москву не помешали патриарху Никифору надеяться на получение материальной помощи от царского двора; он также снабжал своими письмами других просителей милостыни, отправлявшихся в русскую столицу.
К середине XVII века установились тесные контакты православного Востока и России. В июле 1645 года Патриарху Иоанникию с послами Телепневым и Кузовлевым была направлена заздравная милостыня царя Михаила Фёдоровича. В августе того же года посланник Иоанникия архимандрит Макарий приезжал в Москву с просьбой о денежной помощи на покрытие долгов Александрийского престола, которые Иоанникий оценивал в 6 тысяч ефимков (талеров). Архимандрит Макарий был принят царём Алексеем Михайловичем, поднёс ему в дар частицы мощей святителя Иоанна Милостивого и священномученика Киприана и получил для передачи Иоанникию иконы в серебряном окладе, патриаршее облачение, драгоценную митру, посох и милостыню соболями на одну тысячу рублей. Весной 1651 года города дельты Нила посетил русский паломник иеродиакон Иона Маленький, составивший описание путешествия. В августе-сентябре того же года в Египет приезжал русский посланник монах Арсений (Суханов). Он останавливался в Каире, на Джуванийском подворье, и обсуждал с Иоанникием ряд богословских проблем, возникших в связи с подготовкой реформы по унификации русских церковных обрядов по греческим образцам. Арсений оставил ценные статистические и этнографические сведения о христианстве в Египте в середине XVII века. В мае 1652 года в России ожидали приезда Александрийского патриарха, однако визит не состоялся. Патриарх Иоанникий поддерживал Богдана Хмельницкого и царя Алексея Михайловича в борьбе с Речью Посполитой. Перемирие России с Речью Посполитой в 1656 года и начало войны со Швецией вызвали большие опасения на православном Востоке. Иоанникий обратился к Алексею Михайловичу с настойчивыми призывами не вести борьбу на два фронта, сначала победить польского короля, который воспринимался как главная угроза православному миру.
22 июня 1663 года патриарх Паисий получил от царя Алексея Михайловича через иеродиакона Мелетия Грека 300 золотых флоринов па поездку в Москву для участия в Соборе по делу патриарха Никона. Паисий выехал из Египта 25 мая 1665 года, наземным путём через Эрзурум 10 октября прибыл в Тбилиси, где ожидал Антиохийского патриарха Макария III, c 30 ноября 1665 года находился в Шемахе. В это время Константинопольский патриарх Парфений IV указом от ноября 1665 года под давлением Порты поставил патриархом Александрийским Иоакима, епископа Родосского. 21 июня 1666 года Паисий и патриарх Макарий прибыли в Астрахань; до Москвы их сопровождал Мелетий Грек, который одалживал патриарху Паисию деньги на дорожные расходы. 4 июля в Астрахани Иоанн Сакулис, эконом Антиохийской Церкви и греческий писец из окружения патриарха Макария, передал Паисию переписанную им рукопись с «Воспоминаниями о Ферраро-Флорентийском Соборе» Сильвестра Сиропула. 2 ноября 1666 года патриархи прибыли в Москву, и через 2 дня состоялась их встреча с царём. 7 ноября патриархи возглавили работу Большого Московского Собора 1666—1667 годов, на котором было санкционировано осуждение и низложение патриарха Никона. Патриарх Паисий принимал активное участие во всех 8 заседаниях Собора. 12 декабря 1666 года в кельях восточных патриархов в Чудовом монастыре был зачитан написанный по-гречески и по-русски соборный приговор. На Рождество 1666 года патриарх Паисий произнес речь с панегириком Москве, унаследовавшей скипетры Палеологов и освященной служением двух восточных патриархов. 26 февраля 1667 года, после избрания нового Московского патриарха Иоасафа II, Собор продолжил работу до июня 1667 года: патриарх Паисий участвовал во всех заседаниях для рассмотрения поставленных царём Алексеем Михайловичем вопросов. 1 сентября 1667 года патриарх Паисий произнёс речь на новолетие, 1 января 1668 года — на начало года, праздновавшееся восточными Церквами. Паисий покинул Москву в июне 1669 года, получив от царя щедрую милостыню соболями (на сумму 9 тысяч рублей) и жалованную грамоту с золотой печатью, на основании которой монахи обителей святого Саввы в Александрии и великомученика Георгия в Каире получили право приезжать за милостыней в Россию каждые 3 года.
Преемник Паисия патриарх Парфений посылал в Москву своих доверенных лиц, в том числе дважды (1682—1683, 1684) — будущего патриарха Самуила Капасулиса, но ехать туда опасался, не желая, подобно своему предшественнику, лишиться за это кафедры. По просьбе царя Фёдора Алексеевича в 1682 году Парфений выдал разрешительную грамоту умершему к тому времени патриарху Никону, осуждённому и лишённому сана. Грамота разрешала поминать Никона как патриарха. На полученную из Москвы в 1684 году милостыню патриарх Парфений провёл восстановительные работы в монастыре святого Саввы в Александрии. В январе 1692 года патриарх Герасим II составил грамоты царю Петру Алексеевичу, царице Наталье Кирилловне и патриарху Иоакиму с просьбами о «милосердии и заступлении». Послания были переправлены в Москву с племянником патриарха Герасима архидиаконом и синкеллом Симеоном Капасулом. Из Москвы с Симеоном была прислана материальная помощь.

## XVIII—XIX века
В мае 1717 года патриарх Самуил обратился с посланием к царю Петру I в поисках помощи в связи с плачевным состоянием Александрийской церкви. В 1727 году Египет посетил в Каире русский путешественник Василий Григорович-Барский, в путевых заметках он описал гостеприимство Патриарха Космы II, который позволил ему остановиться на Патриаршем подворье. В мае 1735 года указом императрицы Анны Иоанновны были установлены «палестинские штаты» — фонд, из которого раз в пять лет Восточным Патриархам и монастырям выплачивалось по 500 рублей, однако из-за русско-турецких войн эти суммы поступали нерегулярно. Патриарх Матфей Псалт в 1751 году пытался через российского посла Алексея Обрескова добиться помощи от Русской православной церкви. В частности, им было отправлено личное письмо императрице Елизавете Петровне. Писал также с российской императрице Екатерине II. В этот период связи между Русской и Александрийской церквами, как и вообще с восточными патриархатами, значительно ослабевают. Петербургская Россия сменила вектор своих культурно-политических интересов, и контакты с православным Востоком утратили для неё прежнее значение.

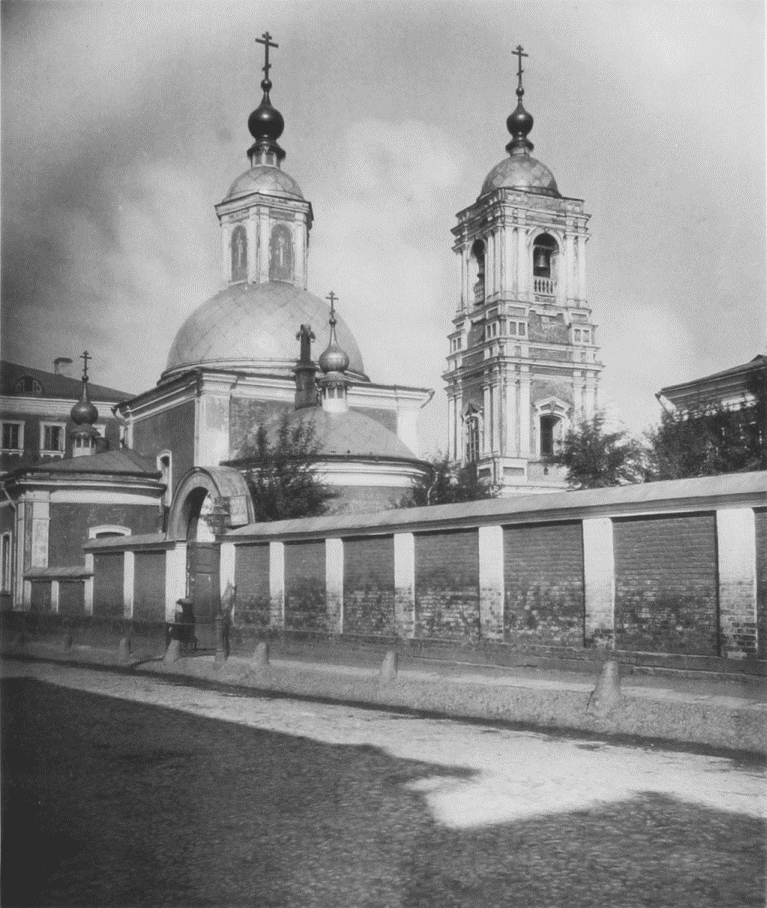
Храм святителя Николая в Подкопаевском переулке, подворье Александрийского Патриарха в 1855—1920-е годы

В 1834 году, после полувекового перерыва, были восстановлены официальные контакты Александрийской церкви с Россией, что было инициировано патриархом Иерофеем I ввиду того, что Александрийская патриархия остро нуждалась в материальной помощи. Император Николай I, Святейший синод и частные русские благотворители, пожертвовали значительную сумму на нужды Александрийского патриархата, возобновились выплаты по «палестинскому штату», начали поступать средства от частных российских благотворителей. На эти деньги Патриарх Иерофей I в 1839 году построил в Каире свою новую резиденцию с храмом великомученика Георгия Победоносца, украшал церкви, открывал греческие и греко-арабские училища. Также в Каире в 1839 году наполовину на российские деньги были построены: на подворье Александрийского патриархата в Хамзауи церковь святителя Николая Чудотворца, украшенная многими русскими иконами, и греческая школа «Абет». В 1845 года в Египет прибыл архимандрит Порфирий (Успенский). Он трижды встречался с патриархом Иерофеем I и получил от него послания для русского императора, Святейшего Синода и обер-прокурора Н. А. Протасова. В 1850 года Египет вторично посетил архимандрит Порфирий (Успенский). По его совету Патриарх Иерофей II отправил императору Николаю I письмо с изложением тяжелого положения Александрийской Церкви и просьбой разрешить прислать в Россию епископа для сбора пожертвований. В 1851 году по ходатайству архимандрита Порфирия прошение было удовлетворено, и в следующем году для этой цели был делегирован епископ Фиваидский Никанор. Срок его пребывания в России несколько раз продлевался, были собраны значительные суммы на нужды Александрийской Церкви. 21 мая 1855 года митрополит Московский Филарет (Дроздов) передал Александрийской патриархии храм святителя Николая в Подкопаевском переулке в Москве, при котором было устроено Александрийское подворье. Патриарх Иерофей пожертвовал для него частицу Честного Креста и 15 частиц мощей. Его преемник патриарх Каллиник денежные пожертвования от правительства России на нужды духовенства Александрийской церкви, а также на строительство больницы в Митилини и школ в Египте. Патриарх Каллиник также получил через российского генерального консула в Александрии А. Е. Лаговского от Святейшего Синода сумму 48 520 рублей, а в 1860 году — через епископа Никанора Фиваидского средства на строительство храма в Эль-Мансуре и часовни в Танте.
В 1860-е годы Александрийская церковь была разделена политической борьбой. Суть конфликта заключалась в противоречиях между патриархией и усиливающимися греческими общинами Египта, с одной стороны, и в борьбе Александрийской церкви за освобождение от опеки со стороны Константинопольского патриарха — с другой. Общины стали заявлять претензии и на управление финансами и имуществами самой патриархии, на более активное участие в делах патриархии, посягая, таким образом, на традиционные прерогативы патриархов. В патриаршество Никанора (1866—1869) конфликт принял особенно острую форму в связи с нежеланием патриарха согласиться с вмешательством светских лиц и организаций в церковно-административные дела. В конфликт вмешалась в том числе и российская дипломатия в лице российского генерального консула в Каире И. М. Лекса и российского посла в Константинополе Н. П. Игнатьева. Две противоборствующие партии — одна поддерживала архимандрита Нила Эсфигменита, другая — архимандрита Евгения (Дангоса) — враждовали между собой, не желая искать компромисса. Кульминация борьбы произошла когда 19 марта 1869 года патриарх Никанор отрёкся от престола в пользу поставленного в архиереи за три дня до этого архимандрита Нила. Новому патриарху не удалось принести Александрийской Церкви долгожданный мир. Патриарх Нил был для местных греков чужим. Не сумев добиться единства своей паствы, не обретя признания со стороны Константинопольского патриарха, он стал терять поддержку светской власти и русской дипломатии. Единственным приемлемым выходом из создавшегося положения была отставка патриарха Нила и избрание нового первоиерарха, не связанного ни с одной из партий. В конце концов, после энергичного вмешательства Константинопольской Патриархии, 30 мая 1870 года александрийским первосвятителем стал бывший Константинопольский патриарх Софроний. Такой поворот означал не только поражение российской дипломатии, пытавшейся укрепиться в Египте. Поражение потерпела и сама Александрийская Церковь, не сумевшая освободиться от опеки Фанара. Тем не менее, помощь Александрийской церкви из России продолжалась: благодаря в том числе материальной помощи из России Патриарху Софронию удалось погасить огромный церковный долг в 1888 году.

## XX век
На период правления Патриарха Фотия (1900—1925) пришлось восстановление патриаршей формы управления Русской православной церкви и избрание 5 ноября 1917 года на патриаршую кафедру митрополита Московского и Коломенского Тихона (Беллавина). Также в его патриаршество вследствие поражения белого движения в гражданской войне, русская эмиграция создала в Северной Африке несколько церковных общин.
После начала обновленческого раскола в Русской православной церкви, представитель Александрийского патриархата в Москве архимандрит Павел (Катаподис) признал законность обновленческого ВЦУ и начал тесно с ним сотрудничать. В августе того же года он участвовал в работе всероссийского съезд «Живой церкви». В апреле-мае 1923 года был членом президиума обновленческого поместного собора. 6 ноября 1924 года был избран почётным членом Всероссийского обновленческого синода. В 1925 году не участвовал в работе обновленческого поместного собора, так как не получил из-за смерти Патриарха Фотия «надлежащей грамоты». Впрочем, когда 10 ноября 1925 году Синод избрал свой президиум, в нём, как и раньше, почётным членом был назван архимандрит Павел. В 1927 году обновленцы планировали провести свой очередной собор и послали приглашение участвовать в нём Александрийскому патриарху. Синод Александрийского патриархата допустил участие своих представителей в «Соборе», однако постановил, что женатые архиереи участвовать не должны. Собор не состоялся, соответственно Александрийский патриархат в нём участия не принял.
В мае 1927 года Заместитель Патриаршего Местоблюстителя митрополит Нижегородский Сергий (Страгородский), получивший государственную регистрацию Временного Патриаршего Священного Синода (что позволило легально функционировать высшей церковной власти), восстановил канонические отношения с Патриархом Мелетием II. С апреля 1931 года митрополит Сергий вёл с ним деловую переписку (как и с Первосвятителями других поместных православных Церквей) через митрополита Литовского и Виленского Елевферия (Богоявленского), управляющего западноевропейскими приходами Русской православной церкви, c резиденцией в Каунасе. В 1931 году митрополит архимандрит Павел (Катаподис) скончался. Должность представителя Александрийского патриархата по совместительству занял представитель Константинопольского патриархата архимандрит Василий (Димопуло). 4 сентября 1934 год он скончался. В середине 1930-х годов в условиях ожесточённых антирелигиозных гонений международные связи Московского Патриархата практически полностью прервались.
Восстановление полноценных взаимоотношений между Церквами началось во время Второй мировой войны. 13 января 1942 года Патриарх Александрийский и всей Африки Христофор II направил митрополиту Сергию телеграмму с выражением молитвенной поддержки русскому народу. После избрания Архиерейским Собором РПЦ митрополита Сергия на кафедру Патриарха Московского и всея Руси (8 сентября 1943) года Патриарх Христофор II братским посланием в день Рождества Христова приветствовал Предстоятеля РПЦ и выразил надежду на скорейшую победу союзных армий. 31 января — 2 февраля 1945 года в Москве состоялся Поместный Собор РПЦ, главной задачей которого было избрание Патриарха Московского и всея Руси в связи со смертью 15 мая 1944 года патриарха Сергия. В качестве почётного гостя на Соборе присутствовал Предстоятель АПЦ Христофор II в сопровождении архидиакона Парфения Койнидиса. 8 марта 1945 года Патриарх Христофор II направил новоизбранному Патриарху Московскому и всея Руси Алексию I письмо с глубокой благодарностью за оказанное гостеприимство и выражением радости и глубокого удовлетворения от увиденного и пережитого в Москве. Патриарх Христофор II наградил Патриарха Алексия I Крестом апостола и евангелиста Марка I класса.
С 6 по 15 июня 1945 года Патриарх Алексий I с сопровождавшими его епископами и клириками РПЦ с ответным визитом посетил АПЦ, совершал богослужения и поклонялся древнейшим святыням Православия в Египте. 14 июня, в день Вознесения Господня, община русского Александро-Невского храма в Александрии во главе с настоятелем иеромонахом Алексием (Дехтерёвым), была принята Патриархом Алексием I под его Первосвятительский омофор. Александро-Невский храм получил статус подворья Патриарха Московского и всея Руси, а настоятель храма — пост экзарха Патриарха Московского и всея Руси при Патриархе Александрийском и всей Африки.
23 января 1947 года начала работать подготовительная комиссия Московской патриархии по подготовке проведения в Москве Всеправославного предсоборного совещания. Для создания заинтересованности у будущих участников готовилась передача подворий Иерусалимской, Сербской, Антиохийской, Александрийской Церквам в Москве, Киеве и Ленинграде, а также выплата денежных подарков в валюте главам Восточных Поместных Церквей. В частности, Александрийскому Патриархату планировали передать московскую церковь «Всех Скорбящих Радость» на Большой Ордынке. На Восточных Патриархов оказывалось разностороннее давление, представители различных американских организаций подкупали их крупными суммами валюты. Сыграла свою роль и широкая кампания в западной прессе по компрометации Русской церкви. На Патриарха Христофора II оказывали давление английские власти, греческое правительство, ведущие борьбу с коммунистами в Греции, и сторонники РПЦЗ, активно действовавшие в своих каирской и александрийской общинах. С 8 по 19 июля 1948 года в Москве и в Троице-Сергиевой лавре проходило празднование 500-летия автокефалии Русской православной церкви и Совещание Глав и представителей поместных православных Церквей, на котором Александрийская церковь не присутствовала.

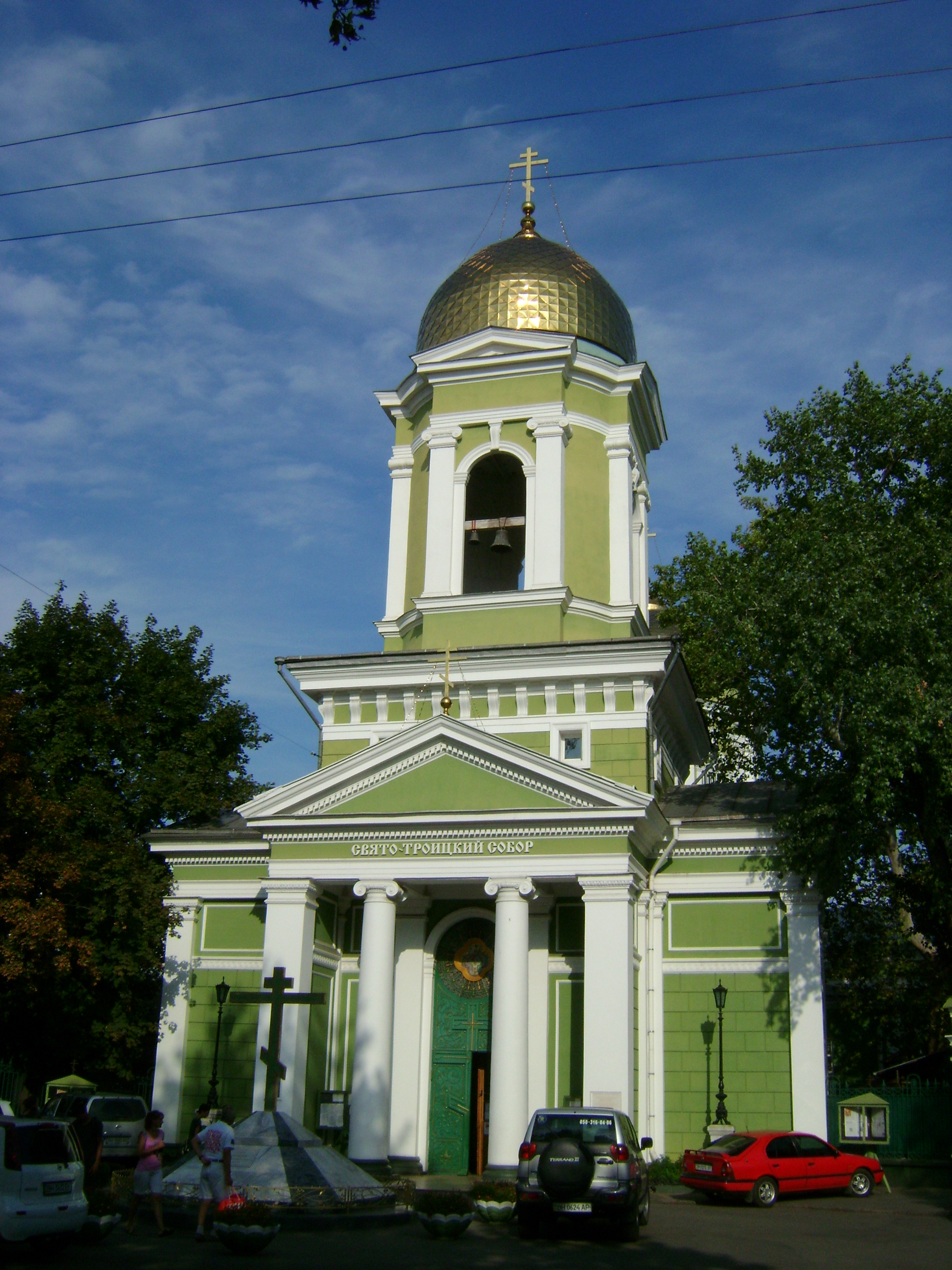
Троицкий храм в Одессе, подворье Александрийского патриархата в 1956—1999 годы

В июле-августе 1955 года состоялся визит Патриарха Христофора II с посещением Москвы, Троице-Сергиевой лавры, Одессы. Была достигнута договорённость об учреждении в Одессе подворья Александрийского патриархата, открытого в октябре 1956 года при храме во имя Святой Троицы, его настоятель стал именоваться экзархом Папы и Патриарха всей Африки при Патриархе Московском и всея Руси. В мае 1958 года состоялся следующий визит Христофора II по случаю празднования 40-летия восстановления Патриаршества в Русской православной церкви. Патриарх Алексий I вторично посетил Александрийский патриархат в ноябре 1960 года.
Начавшийся в сентябре 1961 года 1-м Всеправославным совещанием на острове Родос процесс подготовки всеправославного собора дал импульс к укреплению взаимопонимания и сотрудничества всех поместных православных Церквей, в том числе двусторонних отношений между Александрийским и Московским патриархатами. А. С. Буевский в Православной энциклопедии отмечал «подлинно братское сотрудничество Александрийской и Русской Православных Церквей в их совместной деятельности во ВСЦ».
3 июня 1971 года патриарх Николай VI участвовал в интронизации наречённого патриарха Московского и всея Руси Пимена в Богоявленском патриаршем соборе в Москве. В апреле-мае 1972 года принимал в пределах Александрийского патриархата патриарха Пимена, совершавшего паломническую поездку к святыням Ближнего Востока. Патриарх Николай VI длительное время лечился в СССР; его кончина в результате инфаркта миокарда наступила 10 июня 1986 года в Московской клинической больнице им. С. П. Боткина. Следующий Патриарх — Парфений III принимал Патриарха Московского и всея Руси Алексия II в сентября-октябре 1992 года. Их беседа была посвящена развитию взаимосвязей и совместных трудов по укреплению всеправославного единства и сотрудничества. Ответный визит Патриарха Парфения III состоялся в мае-июне 1993 года. Последний приезд состоялся в мае 1996 года в связи с празднованием 40-летия подворья Александрийского патриархата в Одессе. На 1970-е — первую половину 1990-х годов пришёлся пик развития взаимоотношений Русской и Александрийской церквей, когда они активно поддерживали братские связи, регулярно обменивались церковными делегациями, которые часто возглавляли Патриархи, и координировали свои действия на международной арене.
22-29 апреля 1999 года РПЦ официально посетил патриарх Петр VII. Во время этого визита 24 апреля Патриархи Алексий II и Петр VII открыли подворье АПЦ в Москве при храме Всех святых на Кулишках, куда оно было перенесено из Одессы. В тот же день Петр VII передал Патриарху Алексию II грамоту о предоставлении в пользование РПЦ храма во имя великомученика Димитрия Солунского в Каире. 25 апреля Предстоятели Александрийской и Русской Православных Церквей совершили Божественную литургию в Успенском соборе Московского Кремля. Александрийский Патриарх посетил Троице-Сергиеву лавру, поклонился святыням Москвы и Санкт-Петербурга. Делегация АПЦ во главе с митрополитом Пилусийским Иринеем (Таламбекосом) была гостем юбилейного Архиерейского Собора РПЦ 2000 года и приняла участие в освящении храма Христа Спасителя и канонизации святых.

## XXI век
6 — 16 октябре 2007 года Патриарх Феодор II совершил первый официальный визит в Московский Патриархат. Единственным из предстоятелей других церквей в патриаршем сане Патриарх Феодор II участвовал в интронизации московского патриарха Кирилла в Храме Христа Спасителя 1 февраля 2009 года. С 10 по 12 апреля 2010 года состоялся визит Патриарха Московского и всея Руси Кирилла в Александрийский Патриархат.
В сентябре 2019 года начались контакты иерархов Александрийского Патриархата с Православной церковью Украины, каноничность короткой не признавалось в Московском Патриархате. 8 ноября 2019 года патриарх Александрийский и всей Африки Феодор II впервые помянул митрополита Епифания в качестве предстоятеля Православной церкви Украины (ПЦУ) во время литургии в Каире. В письме к членам Александрийской патриархии он написал: «После всех обстоятельных обсуждений как совместно с вами, так и наедине, и после зрелого размышления и усердной молитвы, <…> заботясь о единстве Православной Церкви, мы пришли к решению приступить к признанию автокефалии Православной Церкви Украины и её предстоятеля Блаженнейшего владыки Епифания, ибо пришло время» (Κατόπιν τῶν ὧσον διεξοδικῶς συνεζητήσαμεν καί κατ' ἰδίαν μεθ' ὅλων ὑμῶν, καί μετά ἀπό ὥριμον σκέψιν καί πολλήν προσευχήν <…> κηδόμενοι τῆς ἐνότητος τῆς Ὀρθοδόξου Ἐκκλησίας, ἤχθημεν εἰς τήν ἀπόφασιν ὅπως, προβῶμεν εἰς τήν ἀναγνώρισιν τῆς Αὐτοκεφαλίας τῆς Ὀρθοδόξου Ἐκκλησίας τῆς Οὐκρανίας καί τοῦ Προκαθημένου Αὐτῆς Μακαριωτάτου κ.κ. Ἐπιφανίου, καθ' ὅτι ἦκει καιρός).
В тот же день заместитель председателя отдела внешних церковных связей Московского патриархата протоиерей Николай Балашов заявил, что «поминовение имени Александрийского патриарха не сможет продолжаться при совершении патриарших богослужений в Русской православной церкви», а в УПЦ МП назвали решение Александрийского патриарха предательством. 26 декабря 2019 года Священный синод Русской православной церкви подтвердил «невозможность поминовения имени Патриарха Александрийского Феодора в диптихах, а также молитвенного и евхаристического общения с ним», но постановил сохранить церковное общение с архиереями Александрийской православной церкви, кроме тех, которые поддержали или в будущем поддержат ПЦУ. 25 ноября 2019 года патриарх Московский и всея Руси Кирилл приостановил работу Александрийского подворья в Москве по причине признание патриархом Александрийским неканонической Православной церкви Украины; а с 27 декабря 2019 года подворье Московского патриархата в Каире было выдворено из храма Димитрия Солунского в каирском районе Зейтун.
29 декабря 2021 года Синод РПЦ принял «в юрисдикцию Русской Православной Церкви 102 клирика Александрийского Патриархата из восьми стран Африки, согласно поданным прошениям» и учредил Патриарший экзархат Африки. На следующий день Александрийский патриархат выразил «глубочайшее сожаление» в связи с решением Московского патриархата о создании собственной структуры в Африке, полностью входящей в юрисдикцию первого. В интервью агентству ТАСС 31 декабря 2021 года экзарх Леонид (Горбачёв) заявил, что после признания ПЦУ патриархом Феодором «нам безразлично, будут ли предприниматься какие-либо действия со стороны Александрийского патриархата», подчеркнув: «<…> если священноначалие АПЦ признает свою ошибку и принесёт покаяние, мы будем готовы о чём-то говорить. Но принятое решение Священного синода РПЦ о создании экзархата в Африке обратной силы иметь не будет в любом случае». Синод Александрийского патриархата в заседании 12 января 2022 года принял заявление, в котором осудил учреждение Московским патриархатом своего экзархата в пределах юрисдикции Александрийской церкви, охарактеризовав такое деяние как «безнравственное вторжение Церкви России, осуществлённое неканоническими и недостойными методами», а также как попытку извратить православную экклесиологию по причинам, проистекающим из этнофилетизма, осуждённого собором в Константинополе в 1872 году, в то время как в деянии Московского патриархата просматриваются признаки неоколониализма и притязания на глобальное доминирование, что противоречит православной традиции. В ответном заявлении Священного синода Русской православной церкви от 28 января 2022 года говорилось: «Такое непростое решение, принятое в ситуации признания Александрийским Патриархом украинских раскольников, никоим образом не является выражением притязания на каноническую территорию древней Церкви Александрийской, но преследует единственную цель — дать каноническую защиту тем православным клирикам Африки, кто не желает участвовать в беззаконной легитимизации раскола на Украине. Призываем Блаженнейшего Патриарха Александрийского Феодора II и архипастырей Святейшей Церкви Александрийской отказаться от поддержки украинского раскола и вернуться на канонический путь, дабы сохранить единство Святого Православия».
Чтобы показать серьёзность своих угроз патриарх Феодор II выпустил 25 февраля 2022 года указы о лишении сана священников РПЦ иерея Георгия Максимова и протоиерея Андрея Новикова. Позднее аналогичное заявление было принято и в отношении иерея Дионисия Гришкова. 22 ноября 2022 года Священный Синод Александрийского патриархата решил прекратить поминовение имени патриарха Московского и всея Руси Кирилла во время литургии в ряду имен предстоятелей православных церквей. На этом же заседании Синода было решено «лишить епископского сана» патриаршего экзарха Африки митрополита Клинского Леонида. 16 февраля 2024 года Священный Синод Александрийского патриархата постановил лишить сана его преемника епископа Зарайского Константина. Примечательно, что ни епископа Евфимия (Моисеева), назначенного в Африку 24 октября 2024 года, ни других русских священников, которых Экзархат направлял для совершения служб в африканские страны в 2022‒2024 гг. (в общей сложности 19 человек), Александрийский Патриархат уже не лишал сана, очевидно, «убедившись, что эта мера не производит никакого эффекта и нисколько не препятствует деятельности Экзархата».